# ديفيد كلارك (لاعب اتحاد الرغبي)
ديفيد كلارك (بالإنجليزية: David Clark)‏ هو لاعب اتحاد الرغبي أسترالي، ولد في 18 فبراير 1940.